# Lista de rios das Bahamas
Este anexo é composto por uma lista de rios das em Bahamas.

## Ilha Andros(Bahamas)
- Rio Staniard Creek
- Rio Sandy Creek
- Rio Somerset Creek
- Rio Cargill Creek
- Rio Lisbon Creek
- Rio Grassy Creek
- Rio Goose
- Rio Lees
- Rio Pelican Creek
- Rio Hawk Creek
- Rio Sapodilla Creek
- Rio Monte Creek
- Rio Timber Creek
- Rio Deep Creek
- Rio Simon Creek
- Rio Loggerhead Creek

## Ilha Eleuthera
- Rio Starve Creek